# Comuna Novoselivka, Ananiev
Novoselivka (în ucraineană Новоселівка) este o comună în raionul Ananiev, regiunea Odesa, Ucraina, formată din satele Blahodatne, Bondari, Kalînî, Novoselivka (reședința) și Pasîțelî.

## Demografie
Componența lingvistică a comunei Novoselivka
     Ucraineană (97,08%)
     Rusă (1,52%)
     Română (1,29%)
     Alte limbi (0,12%)
Conform recensământului din 2001, majoritatea populației comunei Novoselivka era vorbitoare de ucraineană (97,08%), existând în minoritate și vorbitori de rusă (1,52%) și română (1,29%).